# Ferrocarril de vía ancha
Un ferrocarril de vía ancha es aquel que utiliza un ancho de vía con una separación entre rieles de más de 1435 mm (4' 81/2"),  el ancho correspondiente a los ferrocarriles de vía estándar. 
Inicialmente introducidos en Europa, los sistemas de vía ancha han ido dando paso progresivamente al ancho estándar en numerosos países. Sin embargo, todavía se mantienen en numerosas zonas de todo el mundo. Así, por ejemplo, el ancho de 1676 mm (5' 6"), comúnmente conocido como ancho indio, es la medida de vía dominante utilizada en la India, Pakistán, Bangladés, Sri Lanka, Argentina y Chile; el ancho de 1520 mm equipa la red principal de los ferrocarriles de Rusia y de las antiguas repúblicas de la URSS; y el ancho de 1668 mm (denominado ancho ibérico) se utiliza en las redes ferroviarias convencionales de España y Portugal.
Un caso histórico de especial relevancia es la vía de gran ancho (2140 mm (7'0,30")) ideada por el ingeniero Isambard Kingdom Brunel, que de la mano del Great Western Railway compitió durante buena parte del siglo XIX contra el ancho de vía estándar en amplias zonas del suroeste de Gran Bretaña.

## Historia

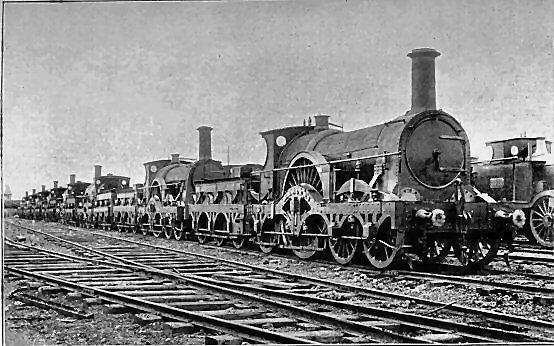
Locomotoras de vapor de vía ancha del Great Western Railway antes de ser desguazadas en 1892, después de la conversión de las vías al ancho de

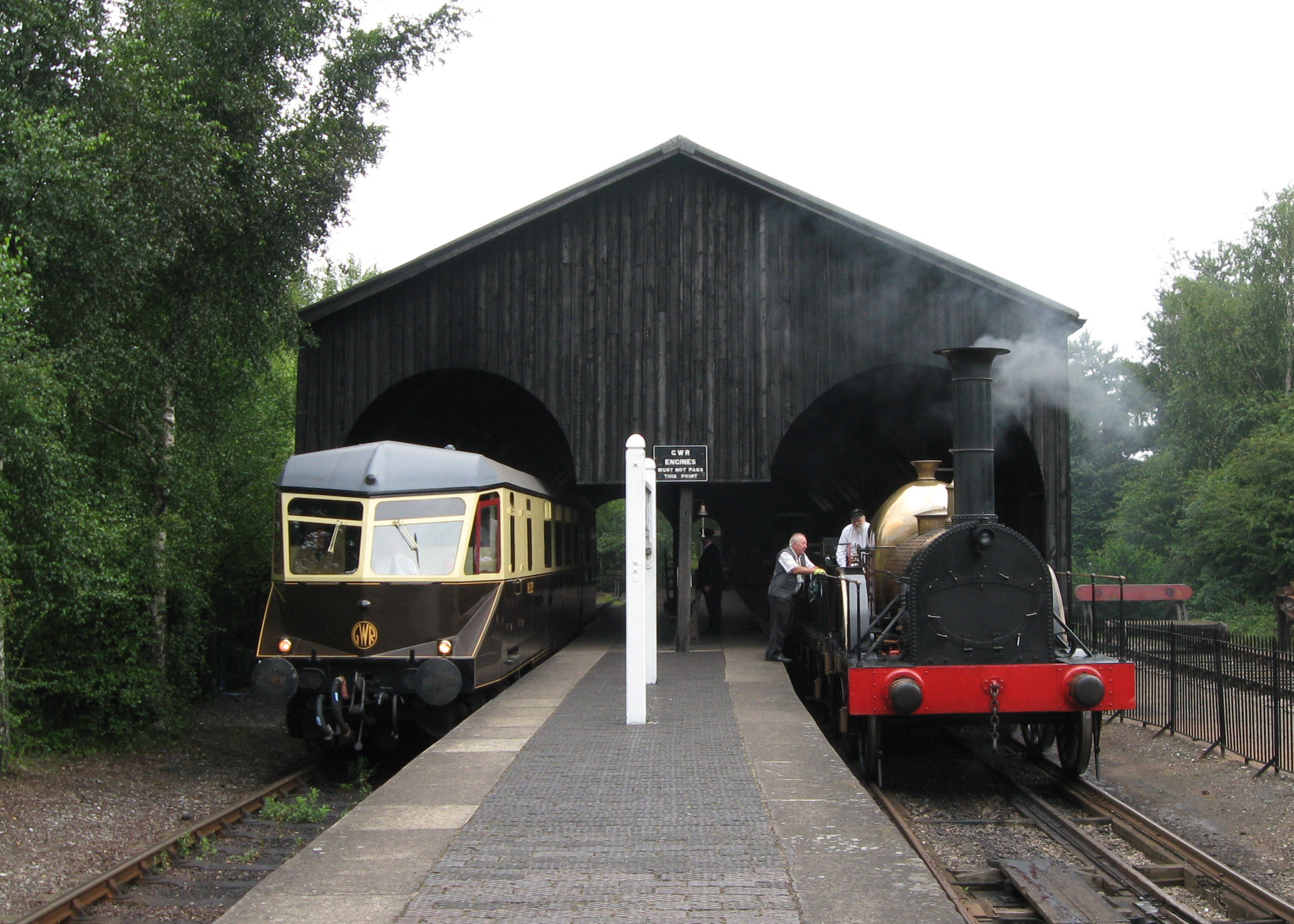
Una réplica de la locomotora de vapor de gran ancho Clase GWR Firefly, con un vagón GWR de ancho estándar preservado, en el Centro del Ferrocarril de Didcot (2009)

En Gran Bretaña, la vía ancha se utilizó por primera vez en Escocia, en dos líneas cortas y aisladas: el Ferrocarril de Dundee y Arbroath (1836-1847) y el Ferrocarril de Arbroath y Forfar (1838-1848). Ambas líneas fueron construidas en 5 pies 6 plg (1676 mm) y posteriormente se convirtieron al ancho estándar para conectarse a la emergente red ferroviaria escocesa. 
El Great Western Railway fue diseñado en 1838 por Isambard Kingdom Brunel con un ancho de vía de 7 pies (2134 mm), que se mantuvo hasta 1892. Algunas instalaciones también emplearon ferrocarriles de este ancho para la construcción y el mantenimiento, como el puerto de Portland y el rompeolas de Holyhead, que utilizaban una locomotora cautiva para trabajar en sus apartaderos. Como el tendido no estaba conectado a la red nacional, estas vías de gran ancho se mantuvieron hasta que las locomotoras se dieron de baja en 1913. El ancho inicialmente propuesto por Brunel era exactamente de 7 pies (2134 mm), pero pronto se incrementó en 1/4 de pulgada (6 mm) hasta 7 pies 0,25 pulgadas (2140 mm) para solucionar los problemas de inscripción en curva identificados durante las primeras pruebas. George Stephenson también debió agregar por el mismo motivo media pulgada extra a su ancho original de 4 pies 8 plg (1422 mm).[cita requerida]
El parlamento del Reino Unido de Gran Bretaña e Irlanda estuvo inicialmente dispuesto a autorizar líneas construidas con un ancho de 7 pies 1/4 plg (2140 mm), pero posteriormente este tipo de vías fue rechazado por la Comisión Real de Anchos Ferroviarios, que se manifestó a favor de que todos los nuevos ferrocarriles en Inglaterra, Gales y Escocia se construyeran con un ancho estándar de 4 pies 8,5 plg (1435 mm), siendo este además el ancho que disponía por entonces de la mayor longitud de vías construidas. Sin embargo, se autorizó a que los ferrocarriles que ya habían recibido su Ley de Habilitación continuaran funcionando con sus vías de 7 pies. A Irlanda, utilizando el mismo criterio, se le asignó un ancho tipo diferente, el ancho irlandés, de 5 pies 3 plg (1600 mm), que también se acabaría usando en los estados australianos de Victoria y de Australia del Sur. Las líneas de gran ancho en Gran Bretaña se convirtieron gradualmente al ancho mixto o al ancho estándar a partir de 1864. Finalmente, en 1892 se transformó al ancho estándar en un solo fin de semana el último trayecto que quedaba con el ancho de Brunel. 
En 1839, los Países Bajos comenzaron su sistema ferroviario con dos ferrocarriles de vía ancha. La medida elegida era de 1945 mm (6' 43/5"), siendo utilizada entre 1839 y 1866 por la compañía Hollandsche IJzeren Spoorweg-Maatschappij (HSM) para su línea Ámsterdam–La Haya–Rótterdam entre 1842 y 1855, primero por el estado holandés, y después por la por Nederlandsche Rhijnspoorweg-Maatschappij, para su Línea Ámsterdam-Utrecht-Arnhem. Pero los países vecinos, Prusia y Bélgica, ya usaban vías de ancho estándar, por lo que las dos compañías tuvieron que reacondicionar sus primeras líneas a este ancho. En 1855, el NRS modificó su línea y poco después se conectó a los ferrocarriles prusianos. El HSM le siguió en 1866. Existen réplicas de una locomotora 2-2-2 (De Arend) y de tres vagones del antiguo ancho en el Museo del Ferrocarril Holandés en Utrecht. Estas réplicas se construyeron para el centenario de los ferrocarriles holandeses en 1938-39. 
El antiguo Gran Ferrocarril de la Península India introdujo una vía ancha de 1676 mm (5' 6") en la primera línea de ferrocarril de pasajeros de la India, entre Bori Bunder y Thane. Posteriormente, se adoptó como estándar en todo el país, ya que se pensaba que era más seguro en áreas propensas a ciclones e inundaciones. El ancho de 1676 mm (5' 6") ahora se conoce comúnmente como ancho de vía indio. Si bien inicialmente algunas líneas de ferrocarril de carga en la India se construyeron con ancho estándar, la mayor parte de estas vías y las vías estrechas se transformaron a vía ancha. 
Irlanda y algunos estados de Australia y Brasil tienen un ancho de 5 pies 3 plg (1600 mm), pero el Luas, el sistema de tren ligero de Dublín, está construido en ancho estándar.
Rusia y las antiguas repúblicas soviéticas utilizan una vía de 1520 mm (4' 114/5") (originalmente 5 pies (1524 mm)) mientras que Finlandia continúa usando una medida de 5 pies (1524 mm), heredada de la Rusia imperial (las dos medidas se parecen lo suficiente como para permitir la interoperabilidad total entre Finlandia y Rusia).
Portugal y el sistema español de Renfe utilizan un ancho de 1668 mm (5' 5,70") llamado Ancho Ibérico en español o Bitola Ibérica en portugués (véase ancho ibérico); aunque se han realizado estudios para transformarlo al ancho estándar.
En Toronto, Canadá, el ancho para los trenes subterráneos y tranvías de la TTC fue elegido en 1861. Toronto adoptó un ancho único de 4 pies 10,875 plg (1495 mm), un "sobre calibre" que originalmente se decía que iba a "permitir que los carros tirados por caballos usaran las vías", pero con el efecto práctico de impedir el uso de material móvil de ancho estándar en las calles. La Comisión de Tránsito de Toronto todavía opera el sistema de tranvías de Toronto y tres líneas de metro con su propio ancho de 4 pies 10,875 plg (1495 mm). El Scarborough RT, sin embargo, utiliza ancho estándar, al igual que las futuras líneas de tren ligero del plan Transit City (incluida la línea Eglinton Crosstown en construcción). 
En 1851 se adoptó oficialmente un ancho de vía de 5 pies 6 plg (1676 mm) como el estándar para la Provincia de Canadá, llegando a ser conocido como el ancho de vía provincial. De hecho, los subsidios gubernamentales no estaban disponibles para los ferrocarriles que eligieran vías de otros anchos. Esto causó problemas para intercambiar vagones de carga con ferrocarriles del norte de los Estados Unidos, la mayoría de los cuales estaban construidos para el ancho estándar. En la década de 1870, principalmente entre 1872 y 1874, las líneas de vía ancha canadienses se cambiaron a ancho estándar para facilitar el intercambio de material rodante con los ferrocarriles estadounidenses. Hoy en día, todos los ferrocarriles canadienses son de ancho estándar. 
En los primeros días del transporte ferroviario en los EE. UU., los ferrocarriles tendían a construirse desde las ciudades costeras hacia el interior, y los sistemas inicialmente no se conectaban entre sí. Cada constructor era libre de elegir su propio ancho de vía, aunque la disponibilidad de locomotoras construidas en Gran Bretaña alentó a algunos ferrocarriles a construirse en ancho estándar. Como regla general, los ferrocarriles del sur se construyeron con dos tipos de vía ancha (en su mayoría de 5 pies (1524 mm)), mientras que los ferrocarriles del norte que no eran de ancho estándar tendían a ser de vía estrecha. La mayor parte de los tendidos ferroviarios originales en Ohio fueron construida con la medida de 4 pies 10 plg (1473 mm), y se disponía de "coches de compromiso" especiales, capaces de circular tanto en esta vía como en la vía estándar. En 1848, Ohio aprobó una ley que establecía "El ancho de vía o la medida de todas las plataformas bajo esta ley, debe ser de cuatro pies y diez pulgadas entre los rieles". Cuando las vías de los ferrocarriles estadounidenses se extendieron hasta el punto de que comenzaron a interconectarse, quedó claro que era deseable un solo ancho a nivel nacional. 
Los tendidos de seis pies de ancho (6 pies (1829 mm)) se habían hecho habituales entre las compañías ferroviarias regionales del estado de Nueva York en la primera parte del siglo XIX, debido a la influencia del Ferrocarril de Nueva York y Erie, uno de los primeros ferrocarriles pioneros en América, constituido en 1832 y con su primera sección inaugurada en 1841. Los constructores y promotores decidieron que se necesitaría un ancho de vía de seis pies para que las locomotoras fueran más grandes y potentes que las usadas en ese momento, para tirar de trenes muy grandes. También el ancho de seis pies proporcionaba una mayor estabilidad, y el Ferrocarril de Nueva York y Erie operaría coches de pasajeros de hasta 11 pies (3,4 m) de ancho. Construyendo hacia el oeste desde el río Hudson, el tendido llegó finalmente al lago Erie, estableciendo una línea principal de más de 400 millas (643,7 km) que proporcionaba un acceso directo a la región del Medio Oeste de los Estados Unidos desde las cercanías de la ciudad de Nueva York y que contribuyó a generar una red regional de ferrocarriles de seis pies de ancho casi exclusivamente dentro del estado de Nueva York. 
Muchos de los primeros ferrocarriles de Nueva York eran líneas construidas por la compañía del Erie, mientras que otros eran ferrocarriles independientes que querían asociarse e intercambiarse con el Erie, como el Ferrocarril del Valle de Walkill, Albany y Susquehanna (más tarde parte de Delaware y Hudson); el Ferrocarril Elmira, Jefferson y Canandaigua (más tarde el Northern Central, convirtiéndose en parte del ferrocarril de Pensilvania); la línea principal de Delaware, Lackawanna y Western (que también tenía una cantidad significativa de vías en Pensilvania); las líneas predecesoras del Ferrocarril de Nueva York y Oswego Midland (más tarde Nueva York, Ontario y Western); y el Ferrocarril de las Cataratas de Canandaigua y Niagara (que luego se convirtieron en parte de la Ruta del Maní del Ferrocarril Central de Nueva York a lo largo de la costa del lago Ontario). Sin embargo, a finales de la década de 1870, la tendencia era inevitable, y comenzó la conversión al ancho estándar. Algunas líneas primero se convirtieron en "ancho mixto" con la adición de un tercer riel en funcionamiento. Entre 1876 y 1880, la mayor parte de la vía restante de seis pies de ancho se había convertido al ancho estándar.
En 1886, los ferrocarriles en el sur de los Estados Unidos acordaron coordinar el cambio de ancho en todas sus vías. Después de un considerable debate y planificación, la mayor parte de la red ferroviaria del sur se convirtió de 5 pies (1524 mm) a 4 pies 9 plg (1448 mm), casi el estándar del Ferrocarril de Pensilvania, en una operación completada durante dos días a partir del 31 de mayo de 1886. Durante un período de 36 horas, decenas de miles de trabajadores desclavaron el carril oeste de todas las líneas de vía ancha del sur de los Estados Unidos, los movieron 3 pulgadas (76 mm) y los clavaron de nuevo en su lugar. El nuevo ancho era lo suficientemente parecido como para que el equipo de ancho estándar pudiera funcionar sin dificultad. En junio de 1886, todos los ferrocarriles principales en América del Norte usaban aproximadamente el mismo ancho. La conversión final al ancho estándar exacto tuvo lugar gradualmente, a medida que se mantenían las vías.
Algunas líneas de tranvía de América del Norte utilizaron deliberadamente anchos diferentes del ancho estándar, posiblemente para hacer que sus negocios fueran objetivos menos tentadores para las adquisiciones de los ferrocarriles de vapor (o de las compañías de tranvías competidoras), que no podrían hacer circular sus trenes por las vías del tranvía.
Una medida todavía en uso es el  ancho de tranvía de Pensilvania de 5 pies 2,5 plg (1588 mm), que todavía  se utiliza en los tranvías de Nueva Orleans y en el sistema de tren ligero de Pittsburgh. Este ancho también se utilizó para los ya desaparecidos Ferrocarriles de Pittsburgh, para los Ferrocarriles West Penn y para  los Tranvías de Cincinnati. Una medida similar (5 pies 2,25 plg (1581 mm)) se utiliza en Filadelfia en las rutas del SEPTA 15, 101 y 102, en los Tranvías Túnel-Superficie y en la Línea Market–Frankford. El sistema de Tránsito Rápido del Área de la Bahía (BART), en el área de la bahía de San Francisco, se abrió en 1972 con un ancho de 5 pies 6 plg (1676 mm), y por lo tanto, requiere que todo el equipo se construya a medida. El tendido del sistema se ha extendido varias veces desde entonces, y se han encargado nuevos vagones con este ancho no estándar. 
El uso de un ancho no estándar impide la interoperabilidad del material rodante en las redes ferroviarias. En el Reino Unido,  el Ferrocarril Great Western dispuso originalmente de una vía de 7 pies 1/4 plg (2140 mm)  de ancho, que se suponía que iba a permitir aumentar la velocidad de los trenes, pero la compañía tuvo dificultades con el diseño de las locomotoras en los primeros años, perdiendo gran parte de esta ventaja, y los rápidos avances en las tecnologías de la vía férrea y de las suspensiones permitieron en las dos décadas siguientes que las velocidades de los trenes de ancho estándar se acercaran a las velocidades previstas para la vía de gran ancho. En los anchos de 5 pies 3 plg (1600 mm) y de 5 pies 6 plg (1676 mm), la anchura adicional permitía disponer en las locomotoras cilindros interiores más grandes y obtener mayores potencias, un problema que se pudo resolver mediante el uso de cilindros exteriores y de una mayor presión de vapor en las locomotoras de ancho estándar. Al final, las máquinas más potentes de ancho estándar en América del Norte y Escandinavia superaron por mucho la potencia de cualquier locomotora de vía ancha.

## Anchos

### Ancho de 5 pies (1520 mm)
Esta medida se utilizó por primera vez en el Reino Unido y en los Estados Unidos antes de convertirse en el ancho estándar para la mayoría de los ferrocarriles de la antigua Unión Soviética. 
El ancho ruso o CIS 1520 mm (4' 114/5") es el segundo más utilizado en el mundo y abarca todo el antiguo bloque de la Unión Soviética/CEI, incluidos los estados bálticos y Mongolia. Finlandia utiliza 1524 mm (5'). La diferencia es claramente menor que el margen de tolerancia, por lo que es factible su uso por los trenes de ambos tipos. En Finlandia, el servicio de trenes internacionales se presta con algunas precauciones, porque el perfil de las ruedas difiere del de los trenes que circulan solo por vías nacionales. 
Cuando se fundó la red ferroviaria finlandesa en 1862, Finlandia era el Gran Ducado de Finlandia, una región de la Rusia imperial. El primer ferrocarril transfronterizo con Rusia se abrió en 1870, mientras que el primero con Suecia no se inauguró hasta 1919, por lo que los ferrocarriles se construyeron con el ancho ancho ruso de 1524 mm (5'). En Rusia, este ancho se volvió a estandarizar a 1520 mm (4' 114/5")    durante la década de 1960, pero Finlandia conservó el ancho original sin estandarizar. 

### Ancho de 5 pies y 3 pulgadas (1600 mm)

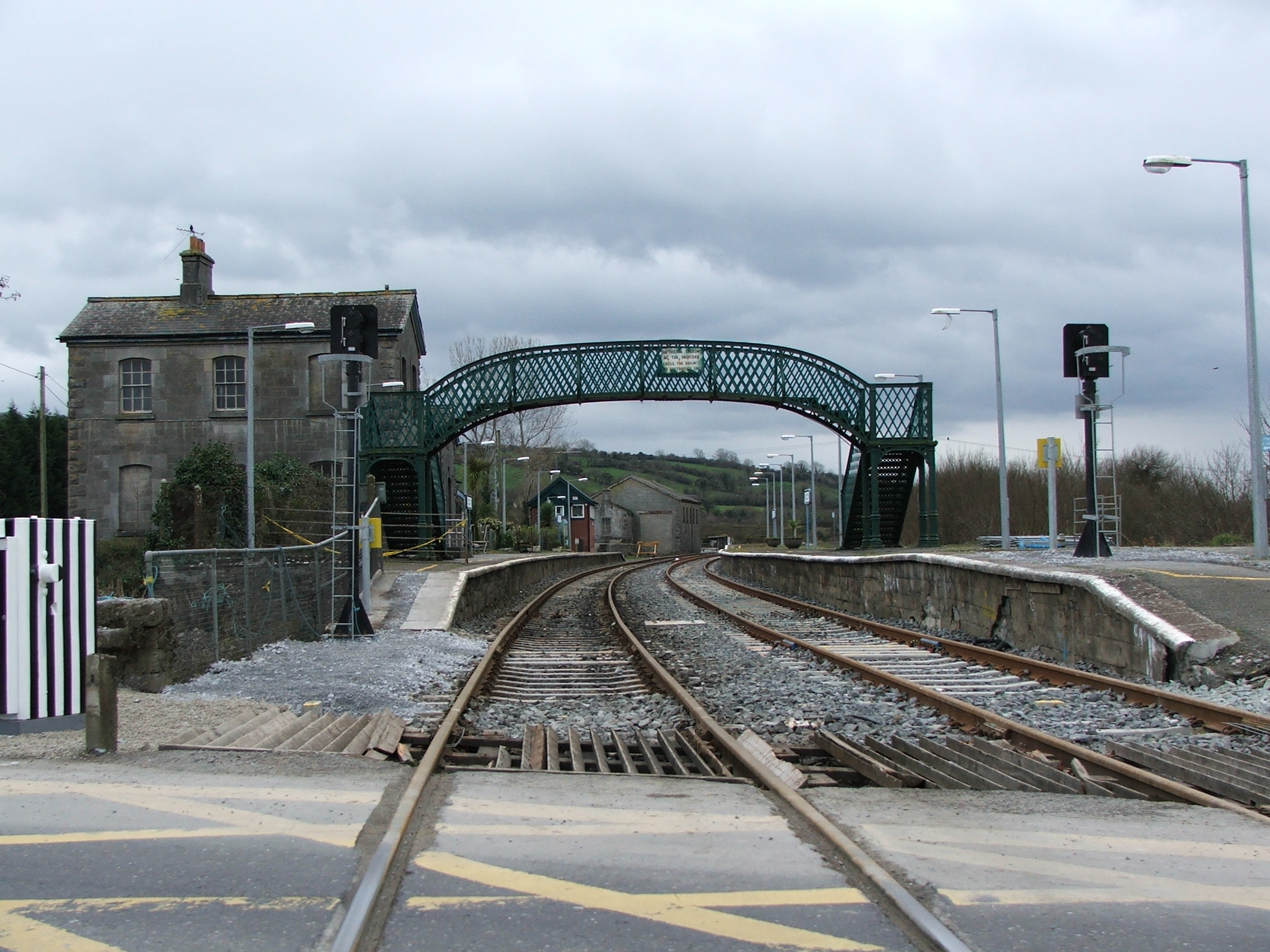
Vías de ancho Irlandés

Como parte de la estandarización de los anchos ferroviarios considerada por la Comisión Parlamentaria de Anchos Ferroviarios del Reino Unido, a Irlanda se le asignó su propio ancho, el ancho irlandés. En Irlanda ya se utilizaban tres anchos distintos, y el nuevo estándar sería el cuarto. 
El ancho irlandés de 1600 mm (5' 3") se utiliza en Irlanda y partes de Australia y Brasil. Un problema con el ancho irlandés en Australia es que solo tiene 165 mm más que el ancho estándar utilizado en otras partes de Australia, principalmente en Nueva Gales del Sur. Por lo tanto, no se considera factible disponer un tercer carril para permitir la circulación en ancho mixto, debido al peligro de que se acumule material entre los dos carriles. Durante más de un siglo se ha discutido sobre la viabilidad de la operación con un tercer carril, y se han promovido numerosos dispositivos para superar este problema, especialmente en los desvíos, incluido el "Desvío Brennan".

### Ancho ibérico (1668 mm)
Tal como se estableció finalmente, el ancho ibérico de 1668 mm (5' 5,70") es un compromiso entre los anchos similares, pero ligeramente diferentes, adoptados por primera vez como estándares nacionales respectivos en España y Portugal a mediados del siglo XIX. Las principales redes ferroviarias de España se construyeron inicialmente con 1672 mm (5' 54/5"), un ancho de seis pies castellanos. Los de Portugal se construyeron inicialmente en ancho estándar, pero en 1864 se convirtieron a 1664 mm (5' 51/2"), un ancho de cinco pies portugueses, lo suficientemente cerca del ancho utilizado en España como para permitir la interoperabilidad en la práctica. La nueva red de alta velocidad en España y Portugal utiliza ancho estándar. El tren de alta velocidad de ancho variable, Serie 130 de Renfe, puede cambiar de ancho a baja velocidad sin detenerse. 

### Ancho de 5 pies y 6 pulgadas (1676 mm)
En Gran Bretaña, el ancho de 5 pies 6 plg (1676 mm) se utilizó por primera vez en Escocia para dos líneas cortas y aisladas: el Ferrocarril de Dundee y Arbroath (1836-1847) y el Ferrocarril de Arbroath y Forfar (1838). Ambas líneas se convirtieron posteriormente al ancho estándar y se conectaron a la red ferroviaria escocesa. 
Posteriormente, este ancho se adoptó como estándar en muchas colonias británicas, como la provincia de Canadá y la India Británica. 
En 1851, el ancho de vía de 5 pies 6 plg (1676 mm) se adoptó oficialmente como estándar para la Provincia de Canadá, llegando a ser conocido como el ancho de vía provincial. En la década de 1870, principalmente entre 1872 y 1874, las vías anchas canadienses se cambiaron al ancho estándar para facilitar el paso del material rodante con los ferrocarriles estadounidenses. Posteriormente, todos los ferrocarriles canadienses se uniformaron al ancho estándar. 
En EE. UU., esta medida de vía se adoptó en muchas líneas, pero pronto cayó en desuso a favor del ancho estándar. Hoy, solo el sistema de Tránsito Rápido del Área de la Bahía de California (BART) lo utiliza. 
En la India británica se construyeron algunos ferrocarriles de carga de ancho estándar en el período inicial, aunque se desmantelaron más adelante. Posteriormente, en 1850, el ancho de 5 pies 6 plg (1676 mm) se adoptó como estándar en la red nacional. Los intentos de economizar el costo de la construcción llevaron a la adopción del ferrocarril de vía estrecha, con anchos de 1000 mm (3' 32/5") y después de 2 pies 6 plg (762 mm) y de 2 pies (610 mm) para muchas líneas secundarias y ramales. Sin embargo, en la última parte del siglo XX, debido a problemas de interoperabilidad y mantenimiento, los ferrocarriles en cada uno de los países del subcontinente indio comenzaron a convertir todas las demás líneas al ancho de 5 pies y 6 pulgadas. Hoy, las redes ferroviarias nacionales de Pakistán, Sri Lanka y Nepal disponen por entero este ancho, mientras que la India, bajo el Proyecto Unigauge, y Bangladés, todavía están completando la conversión del ancho. 
Al estar implantado en extensas zonas densamente pobladas, se ha convertido en el más usado regularmente para el transporte de pasajeros en el mundo. 

### Anchos más amplios
Algunas aplicaciones industriales requieren anchos aún más amplios, como: 
- Grandes telescopios y conjuntos de telescopios.
- Lanzacohetes: la Agencia Espacial Europea, la Roscosmos, la NASA y SpaceX utilizan ferrocarriles de doble vía para mover cohetes y equipos de apoyo en los lugares de lanzamiento[14] (con excepciones como el programa Apolo de los EE. UU. y los transbordadores espaciales, en los que se utilizaron vehículos sobre orugas circulando sobre lechos de grava porque otras soluciones no podían soportar las cargas generadas).
- Grúas pórtico usadas para manejar la carga de los barcos y en la construcción naval.
- Funiculares, elevadores inclinados y planos inclinados en canales, para el transporte en pendiente.

#### Galería

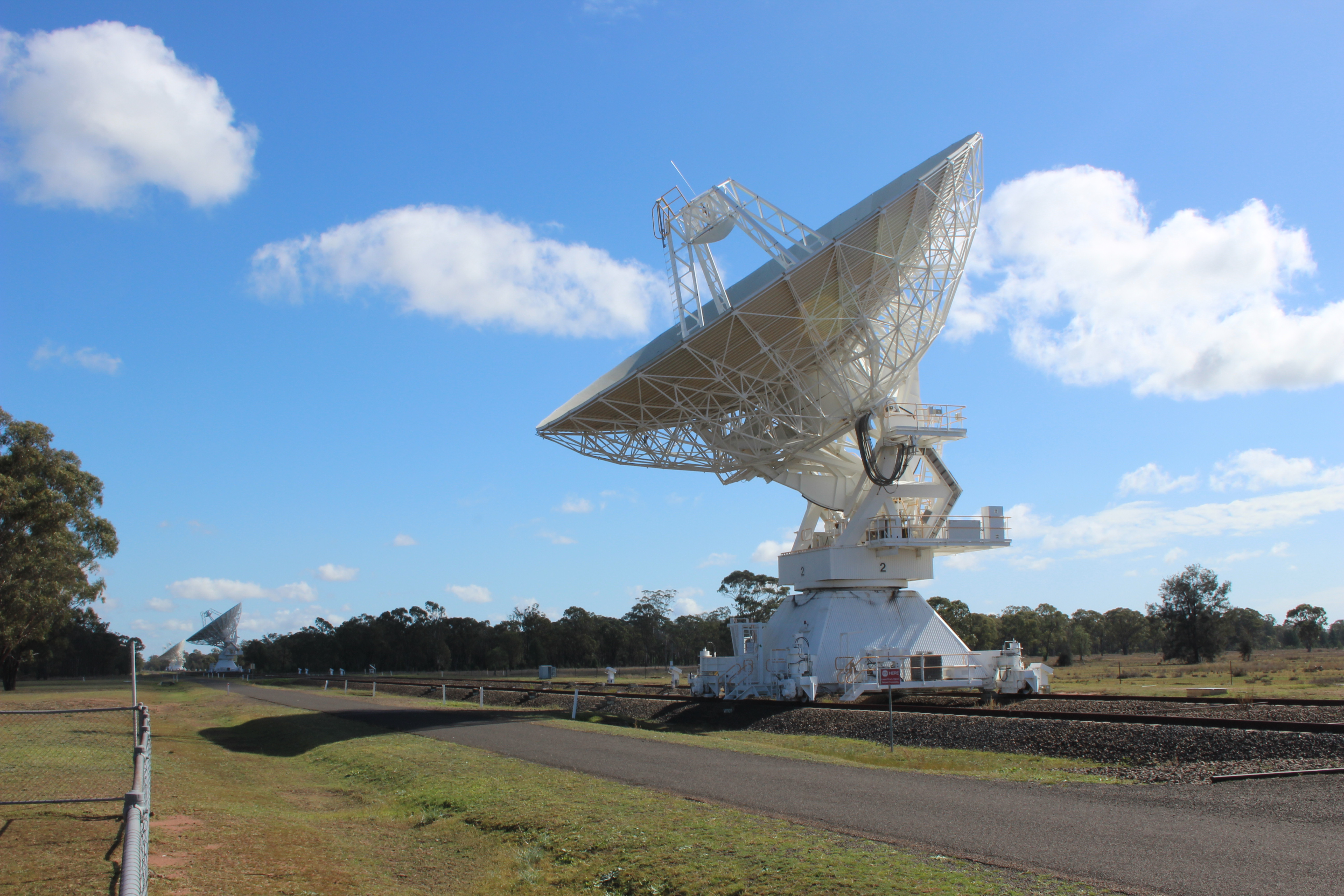
Vía de gran ancho para el Telescopio CSIRO Australia en Narrabri
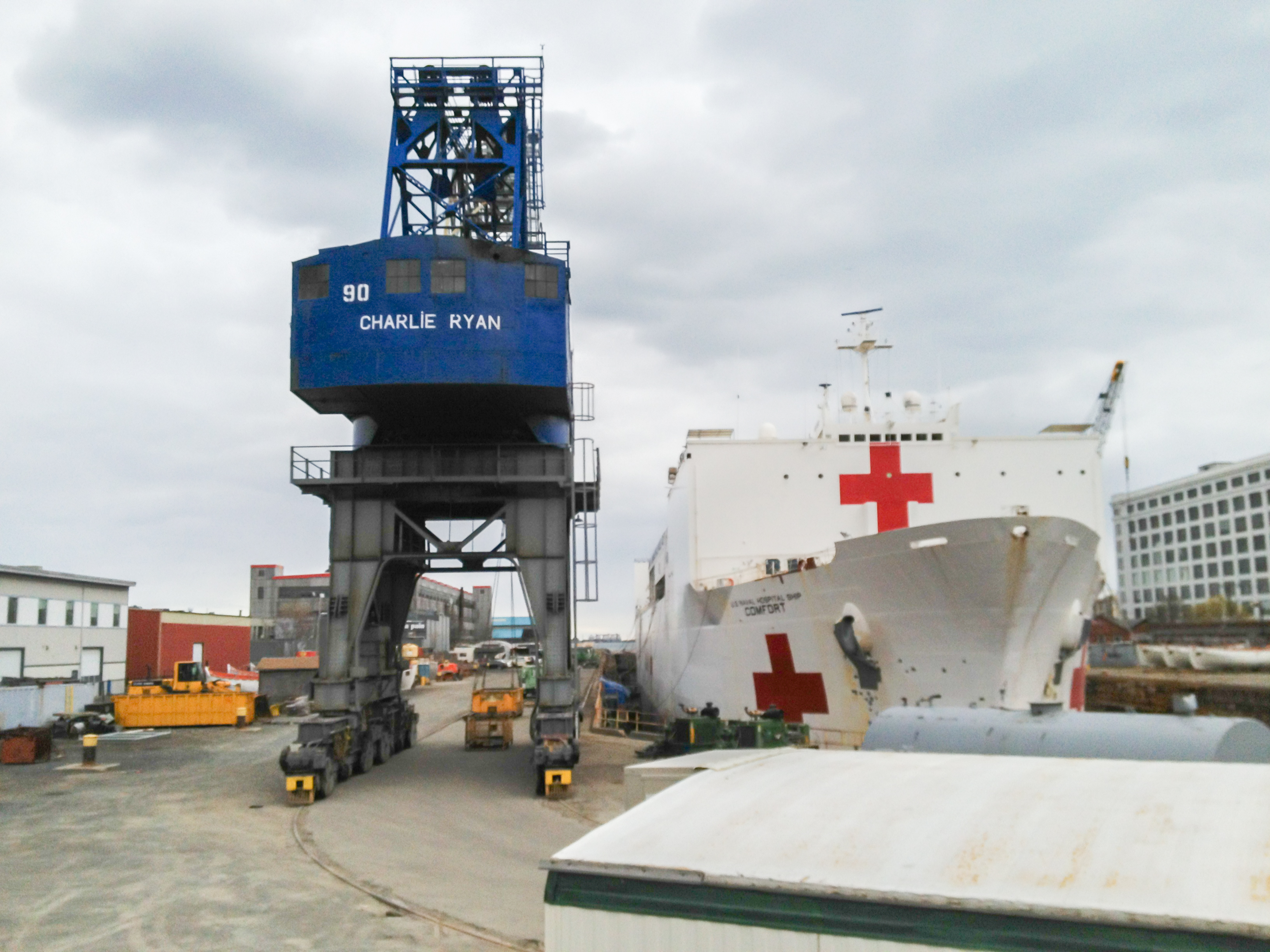
Grúa de muelle sobre vías de gran ancho en el antiguo dique seco 3 del Anexo Naval del Sur de Boston
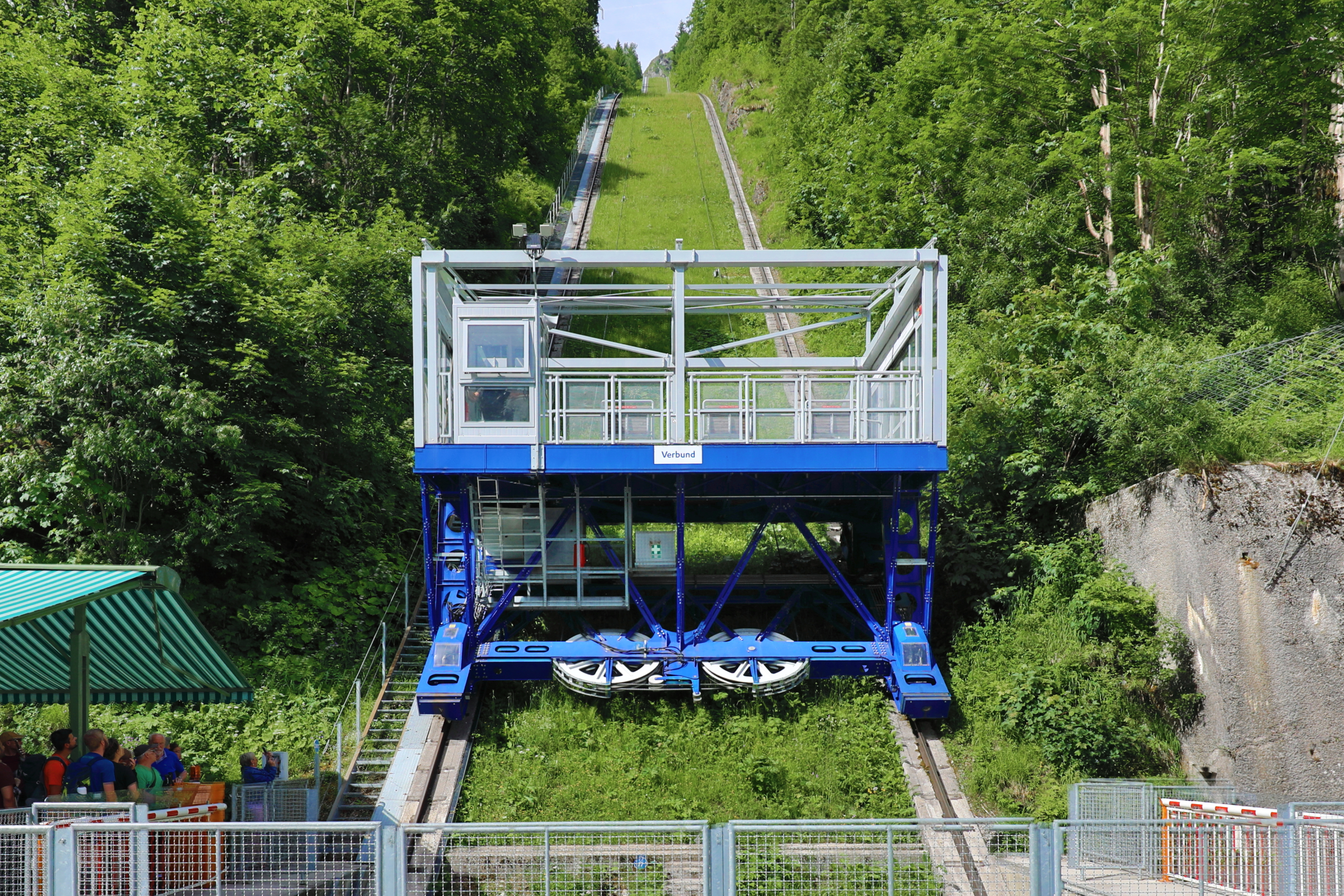
El Lärchwandschrägaufzug en Kaprun, Austria tiene un ancho de 8200 mm (26' 104/5")
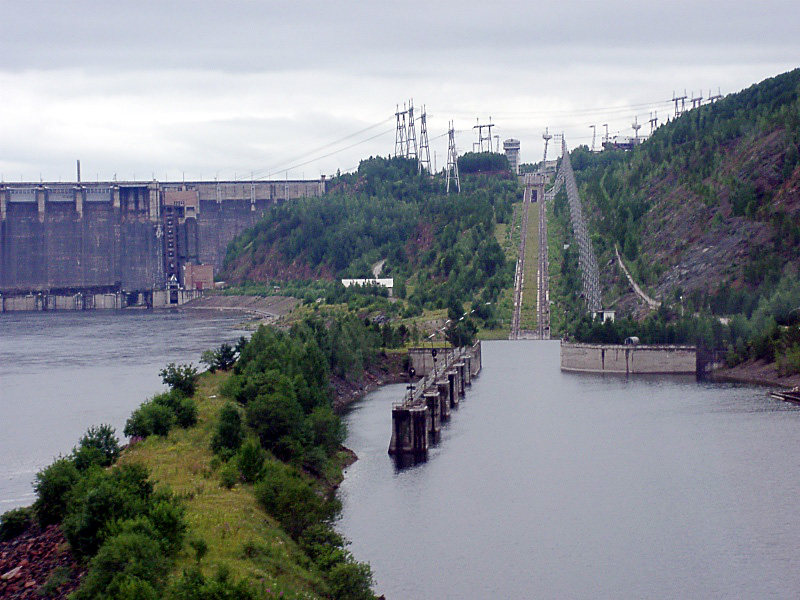
El plano inclinado de la presa de Krasnoyarsk es un tren cremallera eléctrico con un ancho de 9000 mm (29' 6,30"), lo que lo convierte en el ferrocarril de mayor ancho de cualquier tipo en el mundo

Estas aplicaciones pueden usar doble vía con el ancho habitual del país, con el fin de proporcionar la estabilidad y la carga por eje necesarias. Estas aplicaciones también suelen utilizar carriles mucho más pesados que los normales, con pesos de hasta aproximadamente 70 kg/m (141 lb/yd). Los sistemas con estos anchos de vía generalmente operan a velocidades muy bajas.